# 박주아 (배우)
박주아(朴珠雅, 본명: 박경자/朴敬子, 1942년 9월 20일 ~ 2011년 5월 16일)는 대한민국의 배우이다. 1962년에 KBS 1기 공채 탤런트로 데뷔했으며, 평생 독신으로 살았다. 신우암 초기 판정을 받고 2011년 4월 17일 수술한 후 중환자실에서 회복 중, 5월 14일 급작스런 다발성 장기 부전으로 투병하다가 16일 오전 향년 68세로 사망했다.

## 출연 작품

### KBS
- KBS 《여로》 (1972년)
- 《산바람 갯바람》 (1973년)
- KBS 무대 《계집하인》 (1974년)
- 《지중해》 (1978년)
- 《토지》(1979년 ~ 1980년)
- 《벼랑위의 사람들》 (1980년)
- 《세 자매》 (1983년)
- 《전설의 고향》 (1980년)
- 《엄마는 바빠요》 (1983년)
- 《가족》(1984년)
- 《가시고기》 (1985년)
- 《황토》(1985년)
- 《세월》 (1987년)
- 《사랑이 꽃피는 나무》 (1989년)
- 《우리 동네》(1989년)
- 《아내의 뜰》 (1990년)
- 《봉숭아꽃물》(1990년)
- 《불의 나라》 (1990년)
- 《서울뚝배기》 (1991년)
- 《춘보뎐》(1991년)
- 《저린 손 끝》 (1991년)
- 《TV 손자병법》 (1992년)
- 《해가 뜨면 달도 뜨고》(1993년)
- 《미개인》 (1994년)
- 《한쪽 눈을 감아요》 (1994년)
- 《창공》 (1995년)
- 《왕과 비》 (1998년)
- 《부부클리닉 사랑과 전쟁》 (1999년)
- 《태조 왕건》 (2000년)
- 《눈꽃》 (2000년)
- 《제국의 아침》 (2002년)
- KBS2 《미안하다, 사랑한다》 (2004년) - 찜질방 할머니 역 (특별출연)
- 《두번째 프러포즈》 (2004년)
- 《쾌걸춘향》 (2005년) - 산지기 할머니 역 (특별출연)
- KBS2《부활》 (2005년) - 분식집 사장 역
- KBS2 《성장드라마 반올림》 (2005년)
- 《아름다운 시절》 (2007년 ~ 2008년)
- KBS2 《내 사랑 금지옥엽》 (2008년)

### 타사
- SBS 《사랑의 향기》 (1994년) - 진형 모 역
- SBS 《국화와 칼》(1995년)
- SBS 《엄마를 찾습니다》 (2001년)
- SBS 《얼음꽃》 (2002년)
- SBS 《이별》 (2003년)
- SBS 《섬마을 선생님》 (2004년)
- SBS 《사랑은 기적이 필요해》 (2005년)
- SBS 《연개소문》 (2006년)
- SBS 《온에어》 (2008년) - 박향자 역
- SBS 《사랑해》 (2008년)
- SBS 《시티홀》 (2009년)
- 2010년 SBS 드라마스페셜 《산부인과》 ... 자궁적출 수술한 환자의 어머니 역 (특별출연)
- SBS 《인생은 아름다워》 (2010년) - 연주 할머니 역
- MBC 《애드버킷》 (1998년)
- MBC 《하나뿐인 당신》
- MBC 《남자를 믿었네》 (2011년)

### 연극
- 《여로》 (2001년)